# Anđelo Šetka
Anđelo Šetka (Split, 14 de setembro de 1985) é um jogador de polo aquático croata, medalhista olímpico.

## Carreira

### Rio 2016
Šetka integrou a equipe medalha de prata nos Jogos do Rio de Janeiro.